# Alfa Romeo 8C 2300

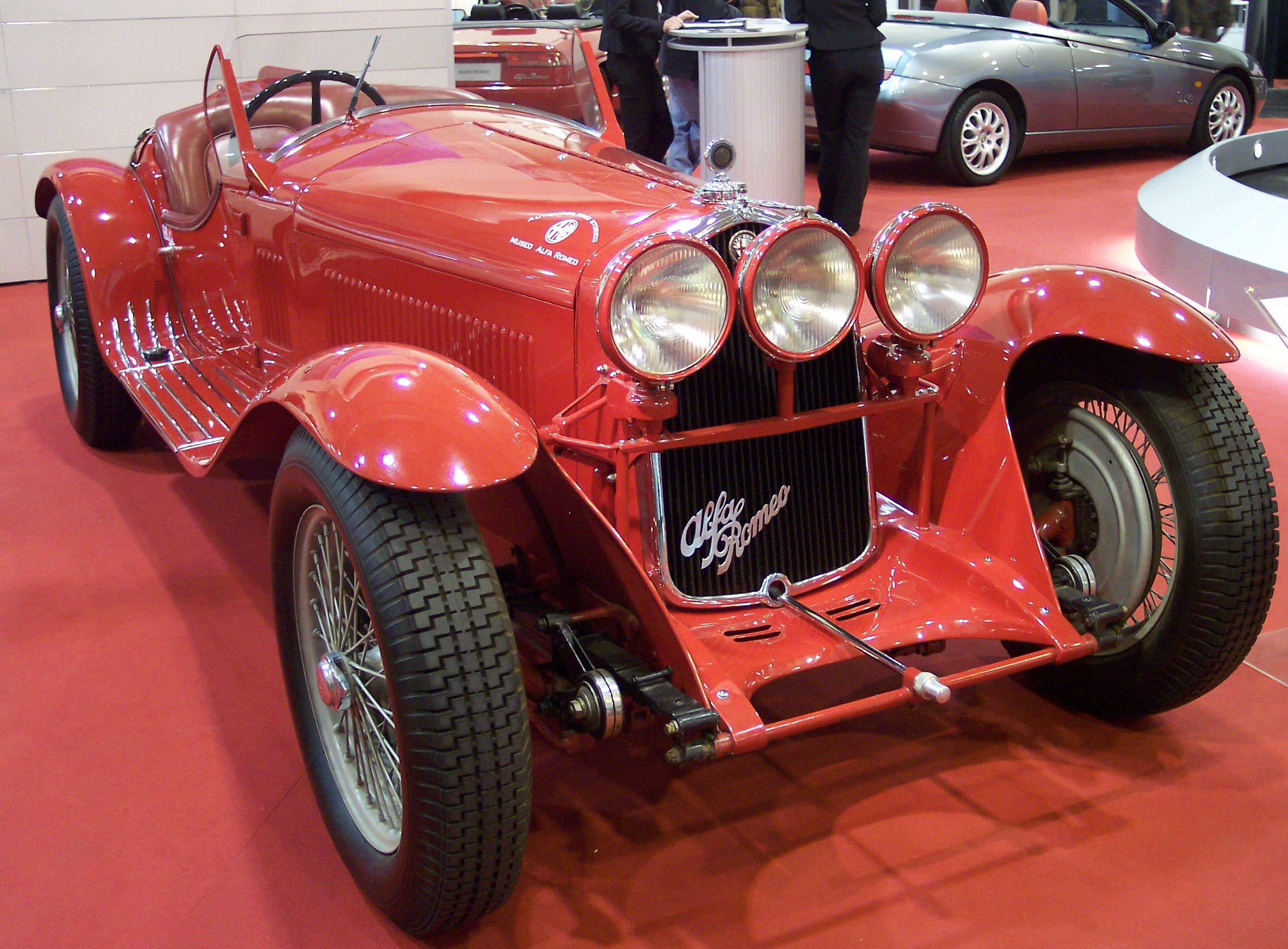
Alfa Romeo 8C 2300 Spider Corsa. 1932

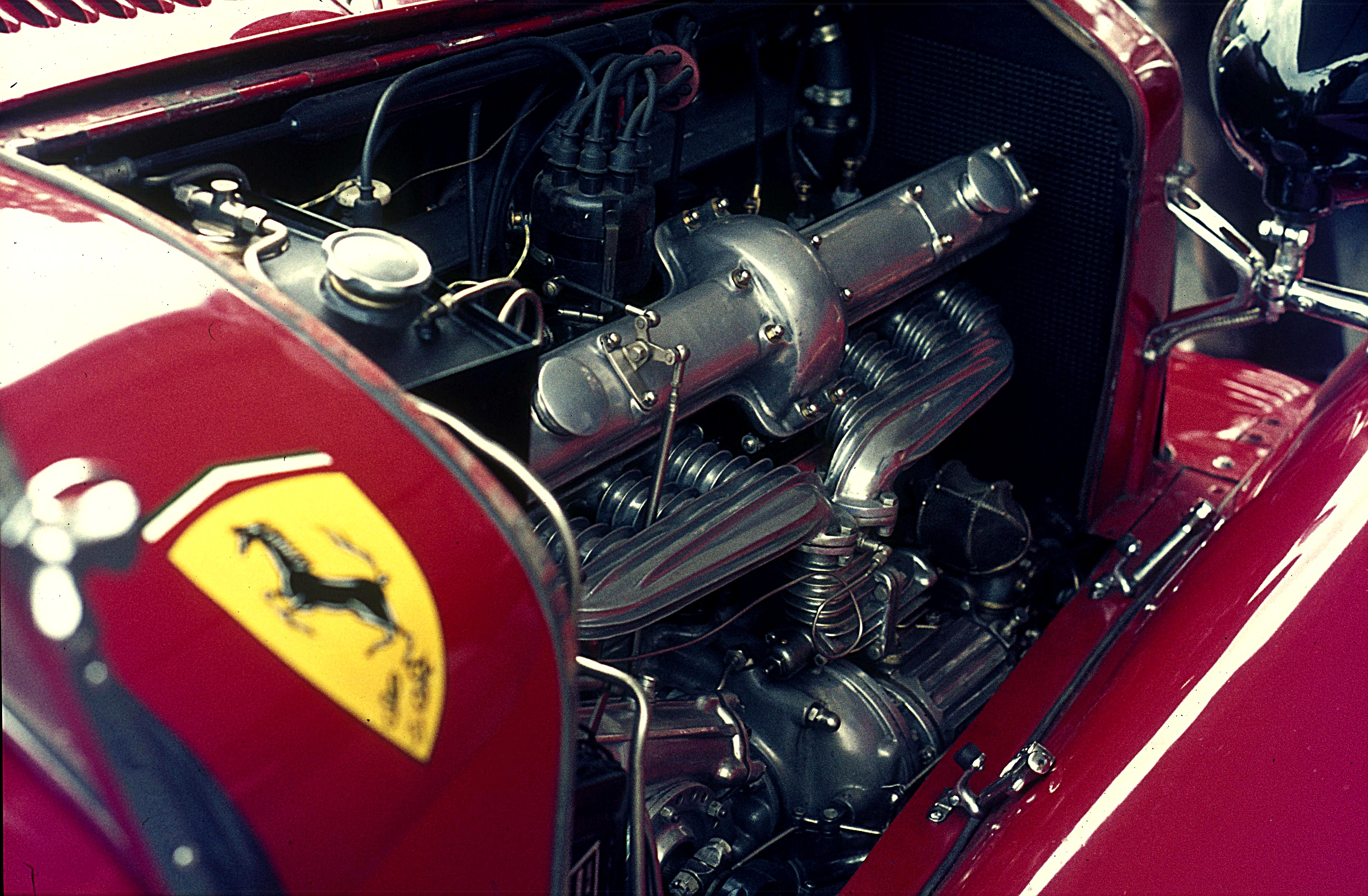
Мотор Alfa Romeo 8C 2,3 л з турбонаддувом

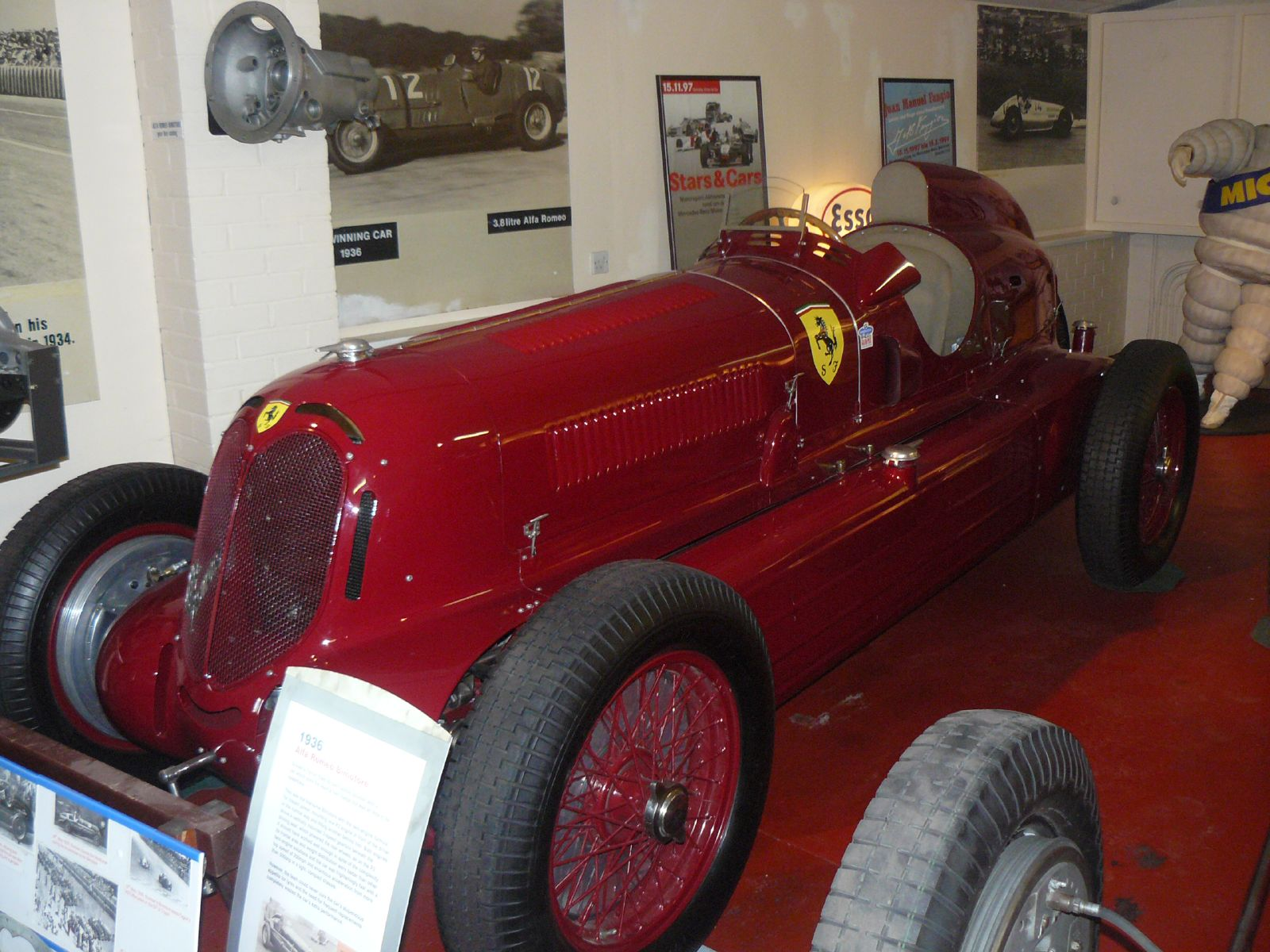
Alfa Romeo Bimotore. 1935

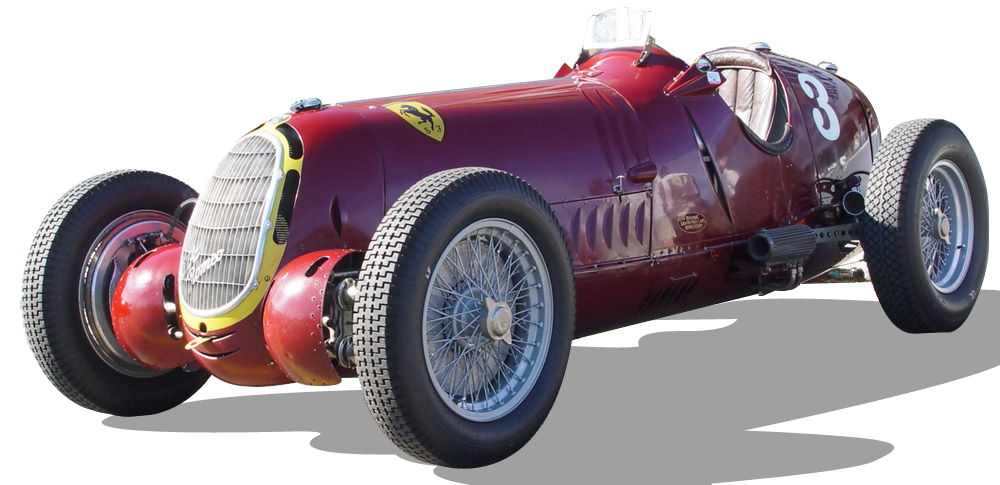
Alfa Romeo 8C-35. Scuderia Ferrari

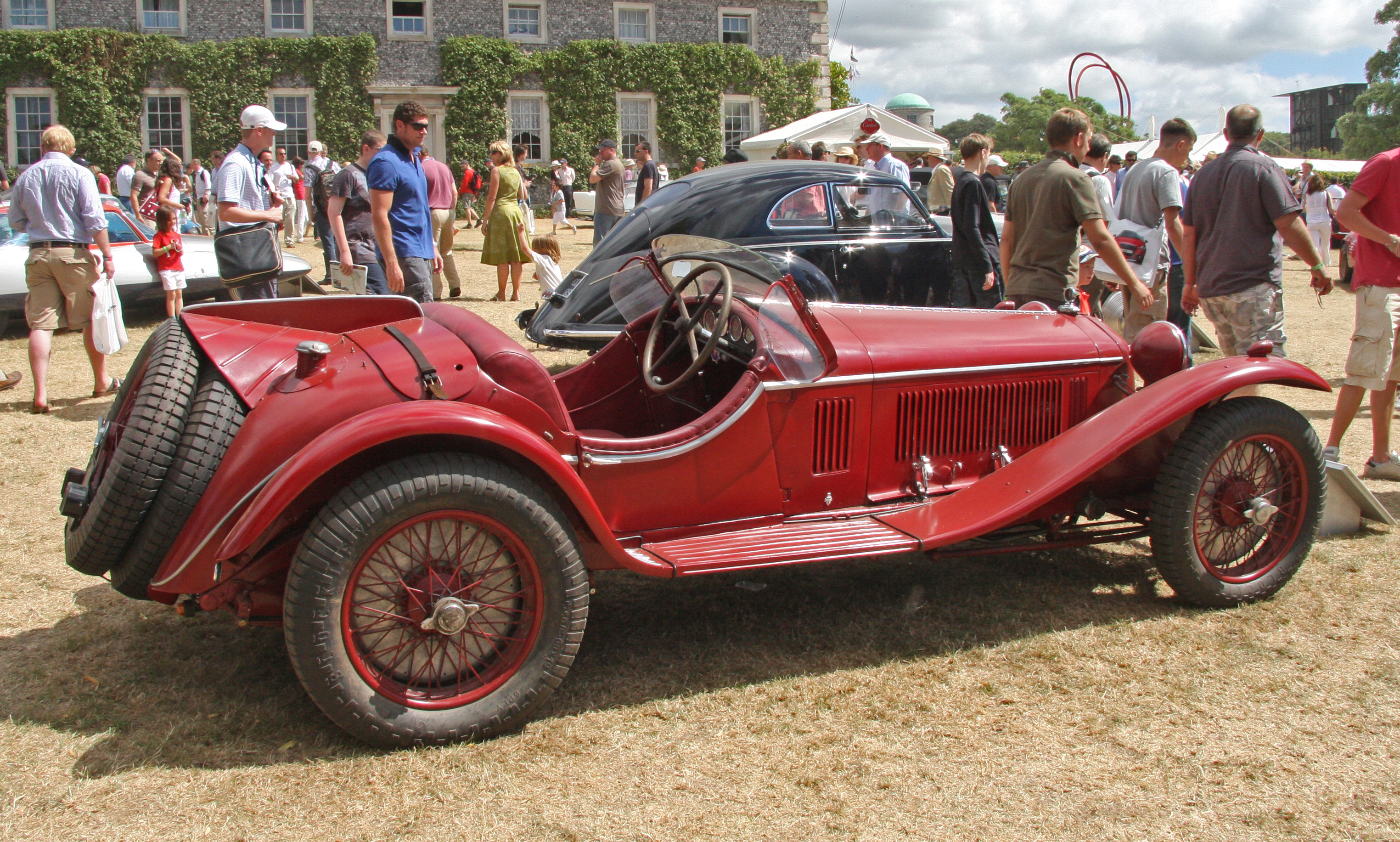
Alfa Romeo 8C 2300. 1931

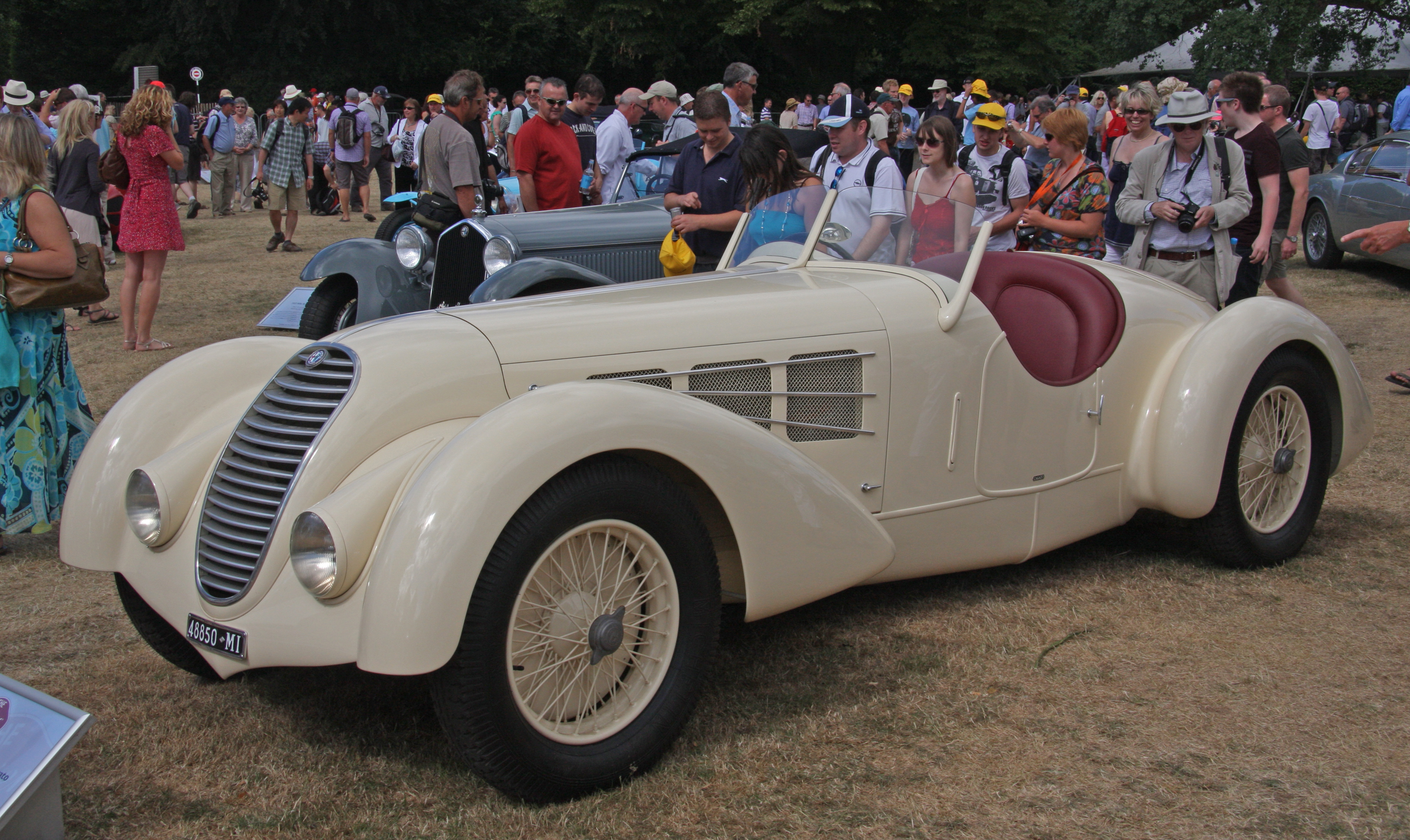
Alfa Romeo 8C 2300. Zagato. 1934

Alfa Romeo 8C 2300 з 8-циліндровим мотором був основним гоночним, спортивним автомобілем компанії Alfa Romeo 1930-х років, що прийшов на заміну моделі Alfa Romeo 6C.

## Історія
8-циліндровий мотор розробив Вітторіо Яно (італ. Vittorio Jano), який ще 1924 працював над мотором об'ємом 1987 см³ з двох 4-циліндрових блоків з спільним картером. На ньому був виграний перший світовий чемпіонат 1925 р. На 1931 Alfa Romeo почали будувати перші одномісні гоночні авто (без місця механіка) та випробовувати різні варіанти моторів - два 6-циліндрові, 8-циліндрові. З осені 1931 почали продавати шасі довгі Lungo з базою 3100 мм і короткі Corto з базою 2750 мм за ціною близько 1000 лір. На них встановлювали 8-циліндрові мотори об'ємом 2336 см³ (поєднання двох 4-циліндрових алюмінієвих блоків з спільним картером), двома верхніми розподільчими валами потужністю 142 к.с. і у форсованих 178 к.с.
Гоночні моделі Alfa Romeo 8C 2300 отримали 4 перемоги у Ле-Манс 1931-1934, що сприяло будівництву на шасі 8C спортивних кузовів купе, кабріолет.  Кузови будували спеціалізовані компанії Zagato, Touring, Castagna, Pininfarina, Figoni, Vanden Plas та інші. На Гран-прі Львова на  Alfa Romeo 8C 2300 Monza виграв 19 червня 1932 Рудольф Караччіола, а 11 червня 1933 Ойґен Бьорнстад.
До 1934 було виготовлено 188 шасі Alfa Romeo 8C 2300. Подальшим розвитком мотора стало збільшення його об'єму до см³, з якими будували моделі Alfa Romeo 8C 2600, Alfa Romeo 8C 2900, Alfa Romeo 8C 35 Type C,  Alfa Romeo Bimotore з двома моторами 3,165 см³ і спільною потужністю 540 к.с., розміщеними спереду і ззаду кузова. Це не дало виграшу у гонках, але 16 червня 1935 Нуволарі проїхав з Флоренції в Ліворно з середньою швидкістю 323 км/год і рекордною максимальною 364 км/год.

## Технічні дані Alfa Romeo 8 C 2300
|                    |                                                |
| Розміри            | Параметри                                      |
| Роки випуску:      | 1931-1934                                      |
| Колісна база:      | 3100 мм / 2750 мм                              |
| Довжина:           | 4412мм/3962 мм                                 |
| Ширина             | 1651 мм                                        |
| Виготовлено:       | 188 екземплярів                                |
| Маса порожнього:   | 1000 кг                                        |
| Мотор              | 1×8-циліндровий, спарений карбюратор           |
| Потужність мотора: | 142 к.с. при 5200 об/хв                        |
| Об'єм мотора       | 2336 см³                                       |
| Трансмісія:        | КП 4-ступінчаста механічна без синхронізаторів |
| Швидкість:         | 170 км/год.                                    |
| Витрата пального:  | 20 л на 100 км                                 |